# Mas de Pedret
El Mas de Pedret és una muntanya de 159 metres que es troba al municipi de Móra la Nova, a la comarca catalana de la Ribera d'Ebre. Al cim podem trobar-hi un vèrtex geodèsic (referència 253140001).